# 布里斯托爾 (紐約州)
布里斯托爾（英語：Bristol）是一個位於美國紐約州安大略縣的鎮。

## 人口
根據2020年美國人口普查的數據，布里斯托爾的面積為95.08平方千米，當中陸地面積為95.04平方千米，而水域面積為0.04平方千米。當地共有人口2298人，而人口密度為每平方千米24人。